# Чхаидзе, Виктор Николаевич
Чхаидзе Виктор Николаевич (род. 21 января 1978 года, Тбилиси, ГССР) — российский историк и археолог. Исследователь Византии, Тмутаракани, византийских печатей, средневековых кочевнических древностей. Кандидат исторических наук, научный сотрудник отдела средневековой археологии Института археологии РАН.

## Биография
Родился 21 января 1978 году в городе Тбилиси.
В 1994 году окончил московскую школу «Ковчег».
В 2002 году окончил исторический факультет Московского государственного гуманитарного университета имени М. А. Шолохова.
С 2000 года — научный сотрудник, группы средневековой археологии евразийских степей (с 2015 года отдела средневековой археологии) Института археологии РАН.
В 2007 году в ИА РАН под научным руководством известного историка и археолога доктора исторических наук, профессора С. А. Плетневой защитил диссертацию на соискание учёной степени кандидата исторических наук по теме «Хазарская Таматарха. (Культурный слой Таманского городища VII—X веков)».
Участник ряда археологических экспедиций (Северный Кавказ, Дальний Восток); с 2007 года — руководитель Таманской средневековой археологической экспедиции (раскопки Таманского городища).
Автор ряда научных публикаций в ведущих научных журналах и сборниках, в том числе четырёх монографий.

## Научная деятельность
Научные интересы В. Н. Чхаидзе лежат в области изучения присутствия Византии на территории Северного Причерноморья и Восточного Предкавказья и её влияния на Русь. Также проводятся исследования истории и археологии раннесредневековых городов и поселений Таманского полуострова и Крыма, взаимодействие Византийской империи и Хазарского каганата.
Другими областями исследований В. Н. Чхаидзе является византийская сигиллография. Им изучаются византийские печати VI—XIII вв., находимые в Северном Причерноморье — новый и важнейший исторический источник, позволяющий по новому очертить зону византийских интересов в Северо-Восточном Причерноморье..
Третьей областью научных изысканий учёного является изучение древностей средневековых кочевников: половцев, монголо-татар, ногайцев. В. Н. Чхаидзе на археологических материалах и с привлечением данных письменных источников, а также антропологии, удалось выявить погребальные памятники ногайцев, переселившихся в Прикубанье из Буджакской степи и кочевавших здесь в XVII—XIX вв.

## Научные труды

### Диссертации
- Чхаидзе В. Н. Хазарская Таматарха. (Культурный слой Таманского городища VII—X вв.). Автореф. дисс. — М., 2007.

### Учебный материал
- Таскаев В. Н., Чхаидзе В. Н. Греческая колонизация Азиатского Боспора: Учебное пособие для спецкурса по истории античных государств Северного Причерноморья / Московский государственный гуманитарный университет им. М. А. Шолохова. — М.: Спутник+, 2011. — 92 с.

### Монографии
- Чхаидзе В. Н. Таматарха. Раннесредневековый город на Таманском полуострове. — М., 2008. — 328 с.
- Чхаидзе В. Н. Средневековые кочевники в Восточном Приазовье (в соавторстве с И. А. Дружининой, Е. И. Нарожным) — Армавир, 2011. — 266 с.
- Чхаидзе В. Н. Фанагория в VI—X веках. — М., 2012. — 590 с.
- Чхаидзе В. Н. Византийские печати из Тамани. — М., 2015. — 202 с.

### Статьи
- Чхаидзе В. Н. Изображение амфор-корчаг на одной миниатюре Радзивиловской (Кенигсбергской) летописи // Stratum plus, № 5. Славянские древности. — СПб.; Кишинев; Одесса; Бухарест, 2001—2002. — С. 368—371.
- Чхаидзе В. Н. Средневековая амфора с граффити из Таманского музея виноградарства и виноделия // Краткие сообщения института археологии. — 2003. — Вып. 215. — С. 45—50.
- Чхаидзе В. Н. Изображение амфор-корчаг на одной миниатюре Радзивиловской летописи // Краткие сообщения института археологии. — 2004. — Вып. 217. — С. 45—56.
- Чхаидзе В. Н. Голубицкое городище (к вопросу об исторической интерпретации) // Материалы и исследования по археологии Северного Кавказа. Выпуск 4. — Армавир, 2004. — С. 234—244.
- Чхаидзе В. Н. Народное жилище в станице Тамань (XIX — первая половина XX в.) // Этнографическое обозрение. № 3. — М., 2004. — С. 40-49.
- Чхаидзе В. Н. Средневековые амфоры VIII—XIV вв. (история изучения) // Российская археология. № 2. — М., 2005. — С. 66-74.
- Чхаидзе В. Н. Матрега — золотоордынско-генуэзский город XIII—XV вв. на Таманском полуострове // Город и степь в контактной евро-азиатской зоне. III международная научная конференция посвященная 75-летию со дня рождения Г. А. Федорова-Давыдова. — М., 2006. — С. 196—197.
- Чхаидзе В. Н. Тмутаракань (80-е гг. X в. — 90-е. гг. XI в.). Очерки историографии // Материалы и исследования по археологии Северного Кавказа. Вып. 6. — Армавир, 2006. — С. 139—174.
- Чхаидзе В. Н. Гермонасса — Томы — Таматарха: позднеантичный и раннесредневековый город на Боспоре // Археологические вести. № 14. — М., 2007. — С. 141—144.
- Чхаидзе В. Н. О «новой» истории Грузии (VIII—XIII вв.) // Материалы и исследования по археологии Северного Кавказа. Вып. 8. — Армавир, 2007. — С. 295—315.
- Чхаидзе В. Н. Феофано Музалон архонтисса Росии. К вопросу об идентификации // Византийский временник. Том 66 (91). — М., 2007. — С. 155—170.
- Чхаидзе В. Н. Новая древнерусская надпись из Тмутаракани (в соавторстве с А. А. Медынцевой) // Российская археология. № 1. — М., 2008. — С. 101—103.
- Чхаидзе В. Н. Тмутаракань — владение Древнерусского государства в 80-е гг. X — 90-е гг. XI веков // Вестник Московского городского педагогического университета. Серия «Исторические науки». № 1 (5). — М., 2010. — С. 20-37.
- Чхаидзе В. Н. Тяжеловооруженные золотоордынские воины Восточного Приазовья (в соавторстве с И. А. Дружининой) // Батыр. Традиционная военная культура народов Евразии. № 1. — М., 2010. — С. 110—125.
- Чхаидзе В. Н. К вопросу о присутствии протоболгар на территории Таманского полуострова в конце VI — конце VII вв. и о «столице» Великой Булгарии — Фанагории // Дриновський збірник. Том V. — Харків-Софія, 2012. — С. 14-22.
- Чхаидзе В. Н. Погребения ногайцев в Восточном Приазовье и их степные параллели // Проблеми археології Подніпров’я. — Дніпропетровськ, 2012. — С. 49-58.
- Чхаидзе В. Н. Половец-золотоордынец — обладатель лука с арабской надписью «Махмуд» // Историко-археологический альманах. Вып. 11. — М., 2012. — С. 140—153.
- Чхаидзе В. Н. Позднеантичная христианская надпись из Фанагории (в соавторстве с А. Ю. Виноградовым) // Вестник древней истории. № 3. — М., 2012. — С. 51—57.
- Чхаидзе В. Н. Тмутаракань — владение Древнерусского государства в 80-е гг. X — 90-е гг. XI в. // Сугдейский сборник. Вып. V. — Киев-Судак, 2012. — С. 251—270.
- Чхаидзе В. Н. Зихская епархия: письменные и археологические свидетельства // ΧΕΡΣΩΝΟΣ ΘΕΜΑΤΑ: «империя» и «полис». Сборник научных трудов. — Севастополь, 2013. — С. 47—68.
- Чхаидзе В. Н. Ногайцы Восточного Приазовья по данным краниологии (в соавторстве с С. Г. Комаровым) // Вестник Челябинского государственного университета. Вып. 55. № 12 (303). — Челябинск, 2013. — С. 17-27.
- Чхаидзе В. Н. О старых и новых находках предметов вооружения из североосетинского святилища Реком (в соавторстве с И. А. Дружининой) // Очерки средневековой археологии Кавказа. К 85-летию со дня рождения В. А. Кузнецова. — М., 2013. — С. 74—81.
- Чхаидзе В. Н. Тмуторокань // Енциклопедія історії України. Том 10. Т-Я. — Київ, 2013. — С. 104—105.
- Чхаидзе В. Н. Фанагорія // Енциклопедія історії України. Том 10. Т-Я. — Київ, 2013. — С. 267—268.
- Чхаидзе В. Н. Корчев // Древняя Русь в средневековом мире: Энциклопедия. — М., 2014. — С. 419—420.
- Чхаидзе В. Н. Тмуторокань (в соавторстве с В. А. Кучкиным) // Древняя Русь в средневековом мире: Энциклопедия. — М., 2014. — С. 815—816.
- Чхаидзе В. Н. Эпитафия Батыр-Гирея-оглу из Таманского археологического музея (в соавторстве с И. В. Зайцевым) // Российская археология. № 1. — М., 2015. — С. 160—163.
- Чхаидзе В. Н. Краснодарский край. Распространение христианства. Памятники христианской культуры по данным археологии // Православная энциклопедия. Том XXXVIII. Коринф — Крискентия. — М., 2015. — С. 410—413, 421—427.
- Чхаидзе В. Н. Печати Иоанна, архиепископа Готии (X—XI вв.) // Российская археология. № 2. — М., 2016. — С. 169—174.
- Чхаидзе В. Н. Феофано Музалон: новые находки — старые открытия // Античная древность и средние века. Вып. 43. — Екатеринбург, 2015. — С. 289—319.
- Чхаидзе В. Н. Тмутаракань // Большая Российская энциклопедия. Том 32. Телевизионная башня — Улан-Батор. — М., 2016. — С. 206—207.
- Chkhaidze V., Kashtanov D, Vinogradov A. The Mysterious seal of Alexios Komnenos from Tamatarcha. — Moscow, 2014. — 20 p.
- Chkhaidze V. Byzantine Lead Seals Addresed to Matarcha from the Sixth to the Twelfth Century // Byzantine and Rus’ Seals. Proceedings of the International Colloquium on Rus’-Byzantine Sigillography. Kyiv, Ukraine, 13-16 September 2013. — Kyiv, 2015. — P. 61-70.

### Рецензии
- Чхаидзе В. Н. Рецензия на книгу: Гадло А. В. «Предыстория Приазовской Руси. Очерки истории Русского княжения на Северном Кавказе». СПб.: Издательство СПбГУ, 2004. 362 с. // Российская археология. № 4. — М., 2006. — С. 165—170.
- Чхаидзе В. Н. Нумизматика Тмутаракани (по поводу книги К. В. Бабаева «Монеты Тмутараканского княжества») // Античная древность и средние века. — Екатеринбург, 2014. — Вып. 42. — С. 184—205.